# Sprinzenberg (Gemeinde Lochen)
Sprinzenberg ist eine Ortschaft der Gemeinde Lochen am See in Oberösterreich.
Die nordöstlich des Mattsees gelegene Ortschaft befindet sich an einem dem See abgewandten Hang eines flachen Hügels und besteht aus einer Einzellage, womit sie eine der kleinsten Ortschaften Österreichs darstellt. Am 1. Jänner 2024 lebten in Sprinzenberg 4 Personen. Südwestlich des Sprinzenberger Anwesens befinden sich in einem kleinen Waldstück mehrere keltische Hügelgräber, von denen einige 1899 geöffnet wurden. Sie erwiesen sich als hallstattzeitliche Brandgräber, die unter anderem mit Gegenständen aus Bronze und Eisen versehen waren.